# Убунту (філософія)
Убунту (зулу ubuntu і коса ubuntu — людяність) — південноафриканський напрям етики та гуманістичної філософії, що надає особливу увагу поняттям вірності і лояльності у відносинах між людьми. Убунту є одним з основоположних принципів нової Південно-Африканської Республіки. Його положення пов'язуються з ідеями Африканського Відродження.
Приблизне тлумачення слова убунту — людяність по відношенню до інших. Інший можливий варіант перекладу — віра у вселенські узи спільності, що зв'язують все людство.